# Пикетт, Джордж
Джордж Э́двард Пи́кетт (англ. George Edward Pickett; 16 января 1825 — 30 июля 1875) — кадровый офицер армии США, генерал армии Конфедерации в годы гражданской войны. В истории известен тем, что возглавил атаку в битве под Геттисбергом, известную как «атака Пикетта».

## Ранние годы
Пикетт родился в Ричмонде, штат Виргиния. Он был первым из восьми детей в семье полковника Роберта Пикетта (1799–1856) и его жены Мэри Джонстон (1805–1860). Он был племянником Генри Хета, в будущем генерала Конфедерации. В юности он начал изучать право в Спрингфилде, но в 17 лет поступил в Военную Академию. Существует легенда, что его поступлению в Академию способствовал лично Линкольн, но эта история, видимо, распространялась его вдовой после смерти Пикетта. Линкольн был легислатором Иллинойса и не номинировал кандидатов, разве что мог дать просто совет молодому человеку. В реальности Пикетта поддерживал конгрессмен Джон Стюарт, друг его дяди и партнёр Линкольна по юридической деятельности.
В Вест-Пойнте он учился в одном классе с Томасом Джексоном и Джорджем Макклелланом. Одноклассники Пикетта любили, он был энергичен и обаятелен, с наклонностями к клоунаде, однако показывал демонстративное отвращение к интеллектуальной деятельности и работе, из-за чего в 1846 году окончил Академию последним в классе 1846 года. Часто подобный результат ставил крест на дальнейшей карьере, но Пикетту повезло — он окончил Академию в момент, когда началась Мексиканская война, и армия остро нуждалась в любых офицерах. Пикетт был определён в 8-й пехотный полк во временном звании второго лейтенанта и сразу же был отправлен на войну.
8-й пехотный под командованием Джорджа Райта был задействован в походе Скотта на Мехико, и ещё в самом начале кампании, 3 марта, Пикетт получил постоянное звание второго лейтенанта. Он участвовал в осаде Веракруса в марте 1847 и в сражении при Серро-Гордо в апреле, а с 13 по 18 июля временно числился в 7-м пехотном полку. 20 августа 1847 года Пикетт участвовал в боях за Сан-Антонио (в составе бригады Кларка) и в сражении при Чурубуско, при этом особо отличился при штурме предмостового укрепления у реки Чурубуско. За храбрость и отличие в сражении Пикетт получил временное звание первого лейтенанта.
Он участвовал в сражении при Молино-дель-Рей 8 сентября и в штурме замка Чапультепек, где он первым забрался на крепостную стену, взяв американский флаг из рук раненого Джеймса Лонгстрита и поднял его над крепостью. Этот эпизод сделал Пикетта знаменитым, а командование присвоило ему временное звание капитана (датированное 13-м сентября). 
После войны он служил в Миссури в Джеферсоновских казармах (1848), затем на фронтире в Техасе (1849 - 1851), и здесь 28 июня 1849 года ему было присвоено постоянное звание первого лейтенанта. Потом он служил в лагере Кэмп-Джонстон (1852), в форте Чадбурн (1852-1853), форте Кларк (1853) и форте Блисс (1854-1855), а затем был переведён из Техаса в Вирджинию в форт Монро в 1855 году. 3 марта 1855 года Пикетт получил звание капитана 9-го пехотного полка. 
В январе 1851 года Пикетт женился на Салли Гаррисон Стюарт Миндж (1829–1851), дочери доктора Джона Минджа из Виргинии, дальней родственнице президентов Уильяма и Бенджамина Гаррисона. Салли умерла при родах в ноябре того же года, в Форт-Гейтс, в Техасе.

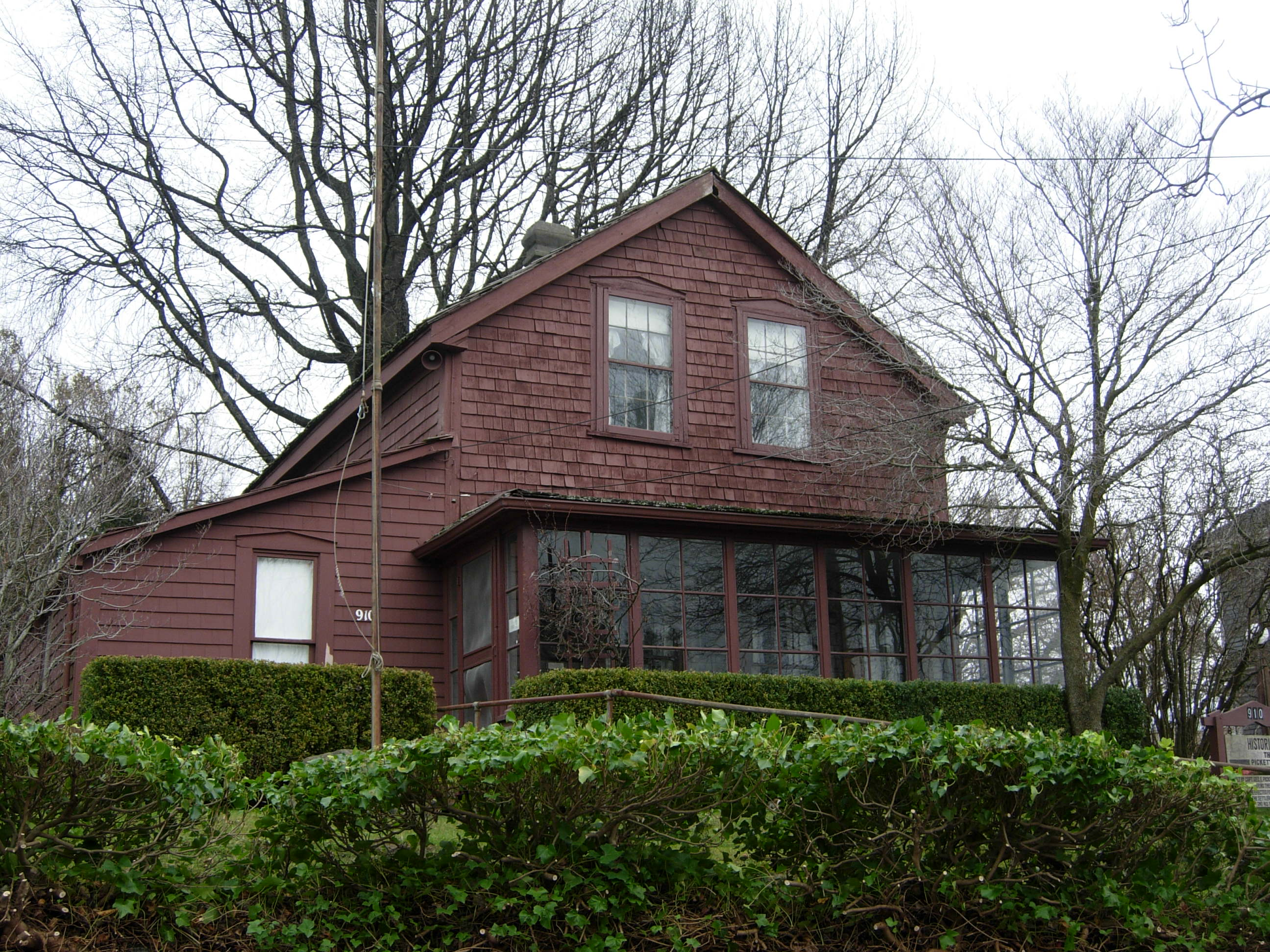
Дом Пикетта в Белингхаме в 2007

Позже Пикетт служил на Территории Вашингтон. В 1856 он руководил постройкой форта Беллингхам на Беллингхам-бей (сейчас Беллингхам-сити). В то же время он построил свой собственный дом, который сейчас является самым старым зданием в Беллингхаме. Тогда же, в Беллингхаме, он женился на индианке племени Хайда по имени Morning Mist, и у него родился сын Джеймс Тилтон Пикетт (1857—1889). Жена умерла через несколько лет.
В 1859 Пикетт занял остров Сан-Хуан, что привело к территориальному конфликту с Великобританией, известному как Война из-за свиньи. (Pig War, названа так из-за свиньи, которую убил американский фермер — единственной жертвы конфликта.) Командуя отрядом в 68 человек, Пикетт остановил британский отряд: три корабля и 1000 человек. Присутствие отряда Пикетта предотвратило десантирование — возможно, у англичан был приказ избегать прямых столкновений. Считается, что Пикетт заявил: «Мы им устроим Банкер-Хилл!» Так в очередной раз молодой офицер обратил на себя внимание всей страны.

## Гражданская война
Пикетт вернулся из Орегона в Виргинию, после отделения этого штата от Союза. Он решил служить своему штату, несмотря на личное неприятие института рабства. Он прибыл как раз после первого сражения при Булл-Ран. Из армии США Пикетт уволился 25 июня 1861 и вскоре был назначен полковником в бригаду генерала Холмса. При поддержке Холмса Пикетт был повышен до бригадного генерала 14 января 1862 года. Его бригада состояла из пяти полков:
- 8-й Вирджинский пехотный полк: Эппа Хантон
- 18-й Вирджинский пехотный полк: Роберт Уитерс
- 19-й Вирджинский пехотный полк: Джон Стрэндж
- 28-й Вирджинский пехотный полк: Роберт Аллен
- 56-й Вирджинский пехотный полк: Уильям Стюарт

Его первые сражение произошли во время Кампании на Полуострове. Его бригада неплохо показала себя под Вильямсбергом, в сражении при Севен-Пайнс и в Семидневной битве, в бою при Геинс-Милл. В последнем сражении его бригада понесла тяжелые потери во время фронтальной атаки на позиции северян. Сам Пикетт был ранен в плечо, пуля вышибла его из седла и он счел своё ранение смертельным, однако один из штабных офицеров назвал ранение несерьезным. Реальность оказалась посередине: Пикетт выбыл из строя на три месяца, а последствия ранения сказывались ещё около года. Его бригадой во втором сражении при Булл-Ран командовал Эппа Хантон, затем её передали Ричарду Гарнетту, который в итоге и остался её командиром.
Пикетт вернулся в строй в сентябре 1862 года и получил двухбригадную дивизию в корпусе своего соратника по мексиканской войне, генерал-майора Джеймса Лонгстрита. 10 октября он сам был повышен до генерал-майора. До самой Геттисбергской кампании его дивизия всерьез не участвовала в сражениях. В битве при Фредериксберге она была задействована незначительно, а во время сражения при Чанселорсвилле весь корпус Лонгстрита находился в Саффолке.
Перед Геттисбергской кампанией Пикетт встретил вирджинскую девушку Ласалли «Салли» Корбелл (1843—1931), к которой приезжал из Суффолка. Позже Салли утверждала, что он встретил её ещё в 1852, в возрасте 9 лет. Они поженились 13 ноября 1863 года.

### Геттисберг
Дивизия Пикетта прибыла на поле боя под Геттисберг вечером второго дня, 2 июля 1863 года. Она задержалась, поскольку была занята охраной коммуникаций армии в Чамберсберге. К этому времени Северовирджинская армия генерала Ли загнала Потомакскую армию на высоты Кладбищенского хребта, но не смогла выбить их с этих позиций. Ли предположил, что фланговые атаки 2 июля вынудили северян оттянуть силы к флангам и ослабить центр, поэтому он спланировал массированную атаку на центральный участок обороны. Он велел Лонгстриту собрать три дивизии: дивизии Петтигрю и Тримбла из корпуса Э. П. Хилла, и свежую дивизию Пикетта из корпуса Лонгстрита.
После двухчасовой артподготовки три дивизии двинулись через поле на Кладбищенский холм. Пикетт обратился к своим солдатам со словами: «Встаём, парни, и по местам! Не забывайте сегодня, что вы все из Старой Виргинии!» Дивизия Пикетта, состоящая из бригад Льюиса Армистеда, Ричарда Гарнетта и Джеймса Кемпера, шла на правом фланге атаки. Она попала под сильный артиллерийский и винтовочный огонь. Бригада Армистеда продвинулась дальше всех, они прорвались за каменную стену до места, известного сейчас как «High Water Mark of the Confederacy». Но двум другим дивизиям не удалось пройти так далеко, и прорыв Армистеда некому было поддержать. Его бригаду быстро отбили, частью взяв в плен.
Федеральные части потеряли 1 500 убитыми и ранеными, конфедераты — в несколько раз больше. Три дивизии потеряли половину своего состава. В дивизии Пикетта были потеряны все три бригадных командира и 13 командиров полков. Был ранен Кемпер, погибли Гарнетт и Армистед. Тримбл потерял ногу, Петтигрю был ранен в руку и умер через несколько дней. Пикетта впоследствии осуждали за то, что он выжил, но он находился в тылу, предположительно у фермы Кодори на Эммитсбергской дороге, откуда руководил боем, в соответствии с основополагающей доктриной того времени.
Пока солдаты отступали на Семинарский хребет, генерал Ли готовился противостоять возможной контратаке северян. «Это моя вина», сказал он возвращающимся солдатам. Пикетт был не в себе после случившегося. Когда Ли предложил ему реорганизовать свою дивизию для обороны, Пикетт, как считается, ответил: «Генерал Ли, у меня больше нет дивизии» В версии Дугласа Фримана его ответ звучит так: «Генерал Ли, у меня сейчас нет дивизии, Армистед пал, Гарнетт пал, а Кемпер смертельно ранен».
Официальный рапорт Пикетта так никогда и не был найден. Ходят слухи, что Ли не принял рапорт из-за его крайнего негативизма, и велел его переписать, чего Пикетт не сделал.

### Файв-Фокс
После Геттисберга карьера Пикетта пошла на спад, причем без воздействия Ли или Лонгстрита. Зимой он управлял Департаментом Южной Виргинии и Северной Каролины, потом командовал дивизией при обороне Ричмонда. Затем его дивизия была направлена для поддержки операций генерала Ли во время Оверлендской кампании, как раз перед сражением при Колд-Харбор, где Пикетт оказался на неактивном участке поля боя. После этого сражения его дивизия участвовала в обороне Петерсберга. 1 апреля 1865 года Пикетт был разбит Шериданом в битве при Файв-Фокс, что показало слабость конфедеративных позиций и заставило Ли эвакуировать Ричмонд. Северовирджинская армия отступила к Аппоматоксу. Это стало ещё одним унижением для Пикетта, поскольку во время сражения он находился в двух милях от своих частей, вялил рыбу вместе с Фицхью Ли и другими офицерами. Когда он пришел на поле боя, сражение уже было проиграно и было уже слишком поздно возобновлять его заново.

### Аппоматокс
После сдачи Петерсберга 3 апреля Пикетт отступал на запад вместе с армией Ли. 6 апреля его дивизия приняла участие в арьергардном сражении при Сайлерс-Крик, где федералы пытались уничтожить корпус Юэлла, отставший от основных сил армии. Дивизия Пикетта была обращена в бегство войсками генерала Мерритта. Пикетту теперь некем было командовать, и 7 апреля генерал Ли снял его с командной должности. Однако Пикетт остался при армии.
9 апреля Пикетт командовал остатками своих сил в сражении при Аппоматтоксе, находясь в последней линии Северовирджинской армии. Он был окружён вместе со всей армией генерала Ли и сдался 9 апреля 1865 г. Существует легенда, основанная на рассказе вдовы Пикетта, будто после того, как федеральная армия вошла в Ричмонд, к ней явился лично Линкольн, который же желал самостоятельно решить судьбу своего старого знакомого. Большинство историков считают этот случай чистой фантазией.

## Послевоенная деятельность
Несмотря на арест, Пикетт бежал в Канаду. Он вернулся в Норфолк, штат Виргиния, в 1866 году и стал работать страховым агентом. У него были некоторые проблемы с амнистированием: это была общая проблема всех офицеров Конфедерации, которые окончили Вест-Пойнт и уволились из рядов армии в начале войны. Многие офицеры, включая Улисса Гранта, поддерживали амнистию Пикетта, но только за год до его смерти Конгресс принял акт о его помиловании (23 июня 1874).
Пикетт умер в Норфолке и похоронен в Ричмонде, на кладбище Холливуд.

## В кино и литературе
В фильме «Геттисберг» Пикетта сыграл актёр Стивен Лэнг. В фильме «Боги и генералы» 2003 года его роль исполнял Билли Кэмпбелл.